# Salarias fasciatus
Salarias fasciatus è una specie di pesce bentonico appartenente alla famiglia Blenniidae.

## Distribuzione e habitat
La Specie è diffusa negli oceani Indiano e Pacifico dal Mar Rosso alle Samoa. È molto comune nella Grande Barriera Corallina.
Il suo habitat è di barriera corallina e di laguna ma può essere trovato anche in zone di estuario, comunque sempre in acque basse.

## Acquariofilia
Questa specie ha una discreta popolarità in campo acquaristico, grazie alla sua robustezza e attitudine alla vita in cattività. Le esigenze di nuoto sono assai basse per un pesce di questa misura (e con un tale fabbisogno alimentare di alghe) e ciò lo rende l'erbivoro di prima scelta per tutte quelle vasche troppo piccole in volume per ospitare acanturidi o altri erbivori caratterizzati solitamente da esigenze di nuoto più elevate.
Di indole pacifica verso le altre specie, mantiene comunque una certa territorialità e denota forte aggressività verso altri blennidi se inserito in sistemi di volume insufficiente.
Per quanto non indispensabile l'allestimento di un fondo sabbioso favorisce S. Fasciatus, il quale è solito stazionare anche per lunghi periodi sul fondo o scavare piccole buche.
Sono riportati diversi casi di salto fuori dalla vasca da parte di questa specie, è consigliabile oltre che l'utilizzo di una luce lunare anche (e in particolar modo durante i primi giorni di permanenza in vasca) l'allestimento di una protezione negli acquari aperti, almeno nelle ore notturne.
Può deperire in caso di assenza di alghe in vasca, la sua alimentazione può essere integrata con alghe nori, come pure con mangime congelato e spirulina.

## Alimentazione
La sua alimentazione è principalmente composta da alghe verdi. Si nutre inoltre di detriti e di piccoli invertebrati che raschia via dalle stesse.